# Audi V8
De Audi V8 is een auto die in 1988 door Audi geïntroduceerd werd. De auto was feitelijk een Audi 200 met als grootste verschil dat de auto alleen met een V8-motor leverbaar was. Audi hoopte met dit model te concurreren tegen de Mercedes-Benz S-Klasse en de BMW 7-serie. Toch is Audi met dit model nooit zo succesvol geweest. Tussen 1988 en 1994 zijn er ongeveer 21.000 van gebouwd. De V8 werd in 1994 opgevolgd door de Audi A8.

## Techniek
De Audi V8 was het eerste product uit de Volkswagen-groep met een zelf ontwikkelde V8-motor. Audi gebruikte daarvoor twee motorblokken die het met een krukas aan elkaar koppelde. De voor de V8 aangepaste motoren waren afkomstig uit de Volkswagen Golf GTi 16V. Deze motor had een cilinderinhoud van 3,6 liter, een vermogen van 250pk en was naar keuze leverbaar met een vijfversnellingsbak of een viertrapsautomaat.
In 1992 introduceerde Audi de nieuwe V8-motor. De motor had een cilinderinhoud van 4,2 liter en leverde een vermogen van 280pk. Naast de viertrapsautomaat was er ook een zesversnellingsbak leverbaar in combinatie met deze motor. De aandrijving geschiedde over alle vier de wielen (het zogenaamde Quattro-principe). De Audi V8 was de eerste Quattro met een automaat.

## Carrosserie
Ondanks dat de Audi V8 gebaseerd was op de Audi 100/200 waren er wel enkele verschillen. Zo was de grille wat meer geprononceerd. Die vorm van de grille zou voor de toekomstige modellen het gezicht worden. Daarnaast was de wielbasis langer, waren de wielkasten verder uitgeklopt en waren er 16 inch (ook 17 inch was leverbaar) wielen gemonteerd. Bij Steyr-Daimler-Puch-fabriek in Graz (Oostenrijk) werd ook de met 30 cm verlengde Audi V8 gebouwd. Van deze versie zijn er maar 300 gebouwd.

## Geleverde motoren
| 2002 - 2008 | 2002 - 2008 | 2002 - 2008 | 2002 - 2008 | 2002 - 2008 | 2002 - 2008 | 2002 - 2008      | 2002 - 2008 | 2002 - 2008 | 2002 - 2008 |
| Type        | Motor       | Motor       | Motor       | Vermogen    | Koppel      | Overbrenging     | 0–100 km/h  | Topsnelheid | Jaartal     |
| Type        | Inhoud      | Cilinders   | Kleppen     | Vermogen    | Koppel      | Overbrenging     | 0–100 km/h  | Topsnelheid | Jaartal     |
| ----------- | ----------- | ----------- | ----------- | ----------- | ----------- | ---------------- | ----------- | ----------- | ----------- |
| V8          | 3.562 cm³   | V8          | 32V         | 250 pk      | 340 Nm      | 5-bak            | 7,6 s       | 244 km/h    | 1989 - 1991 |
| V8          | 3.562 cm³   | V8          | 32V         | 250 pk      | 340 Nm      | 4-traps automaat | 8,9 s       | 235 km/h    | 1989 - 1991 |
| V8 Lang     | 3.562 cm³   | V8          | 32V         | 250 pk      | 340 Nm      | 4-traps automaat | 9,1 s       | 235 km/h    | 1990 - 1991 |
| V8          | 4.172 cm³   | V8          | 32V         | 280 pk      | 400 Nm      | 6-bak            | 6,8 s       | 249 km/h    | 1991 - 1994 |
| V8          | 4.172 cm³   | V8          | 32V         | 280 pk      | 400 Nm      | 4-traps automaat | 7,7 s       | 249 km/h    | 1991 - 1994 |
| V8 Lang     | 4.172 cm³   | V8          | 32V         | 280 pk      | 400 Nm      | 4-traps automaat | 7,9 s       | 249 km/h    | 1991 - 1994 |

## DTM
Audi ontwikkelde ook een Groep A DTM-versie van de Audi V8. Tussen 1990 tot 1992 werd er met deze versie geracet. Zowel in 1990 als in 1991 werd Audi kampioen. In 1992 is er een einde gekomen aan het DTM V8-avontuur omdat de gebruikte krukas illegaal werd bevonden.

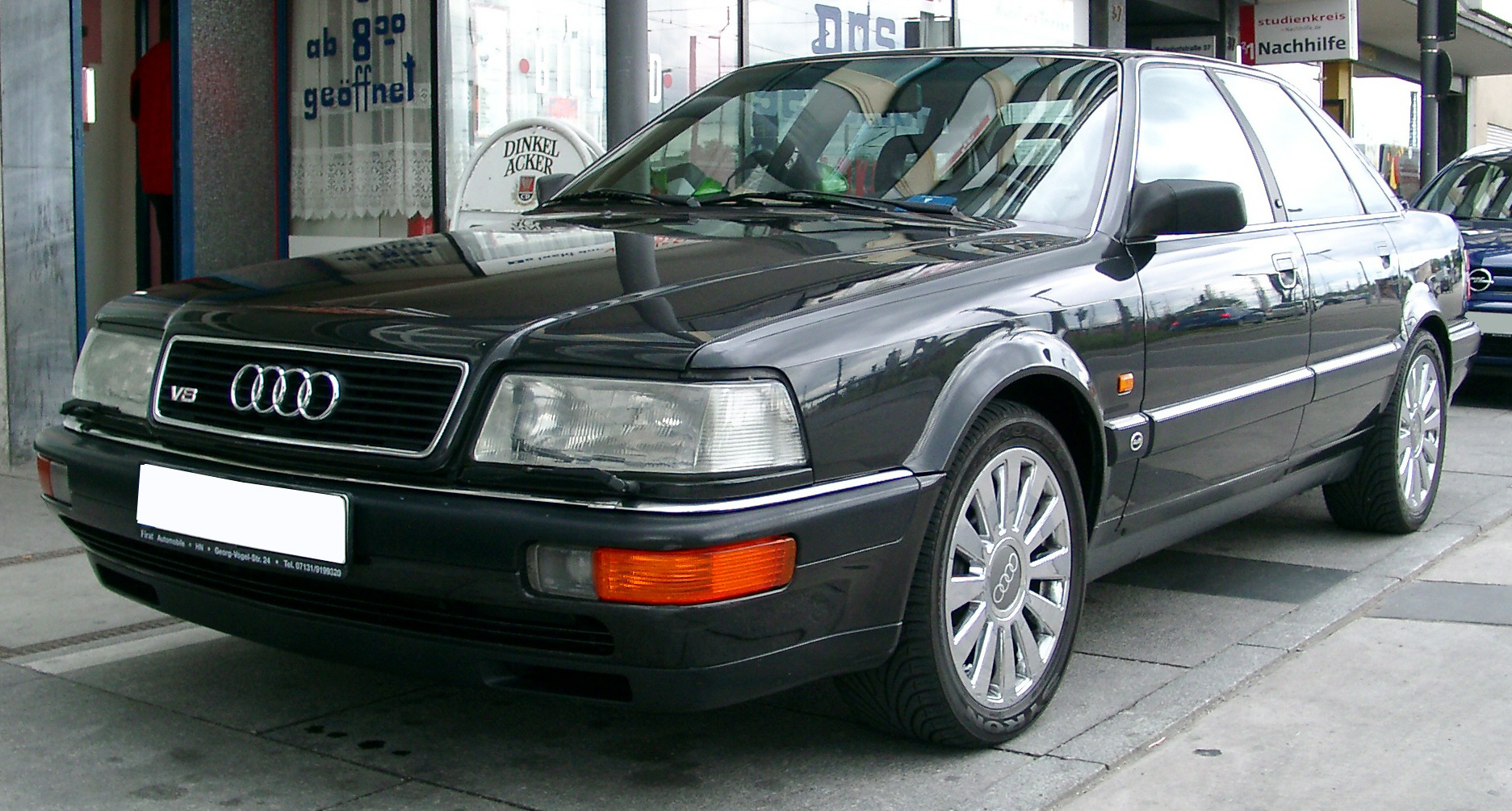
Audi V8-voorkant
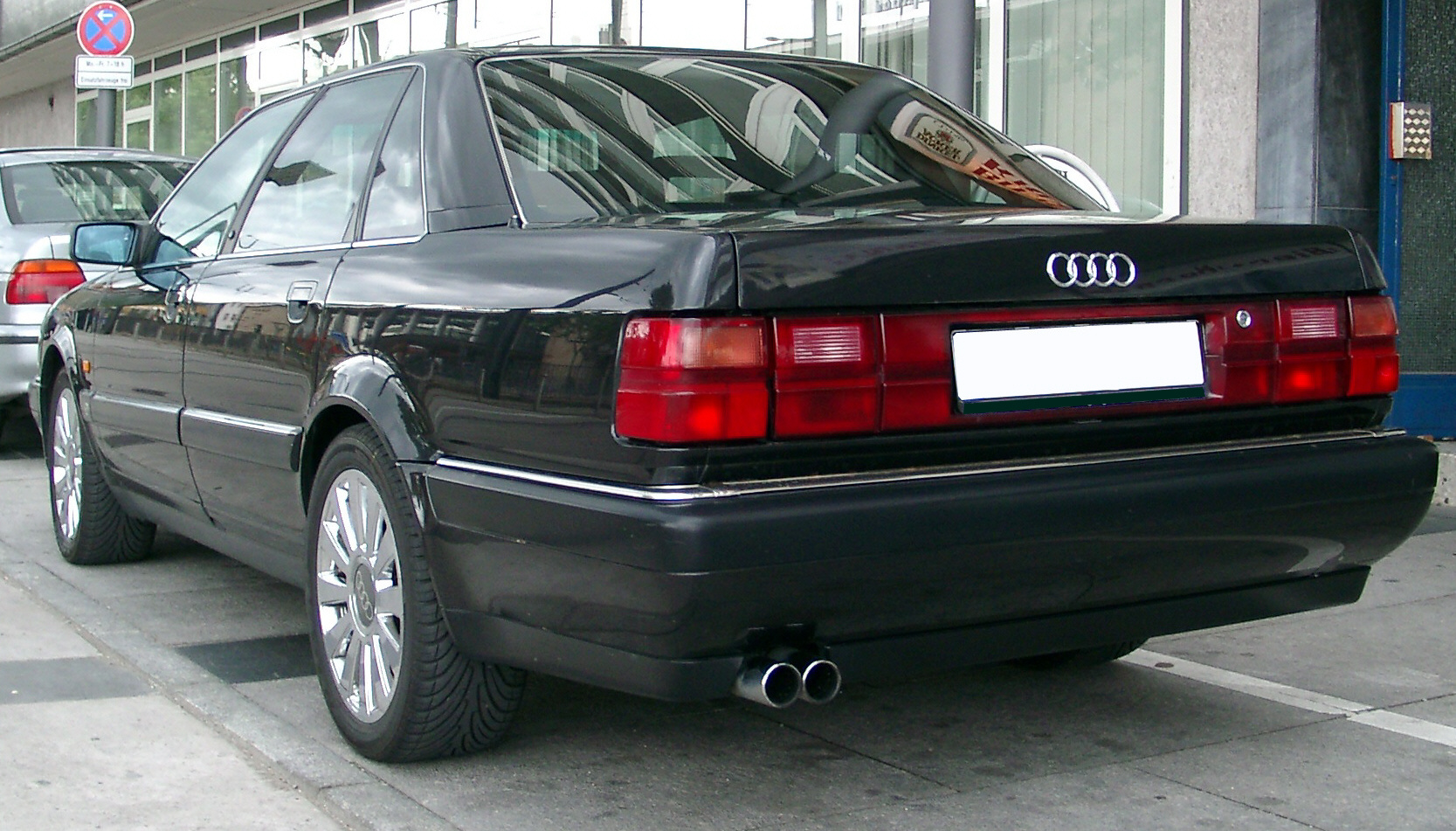
Audi V8-achterkant
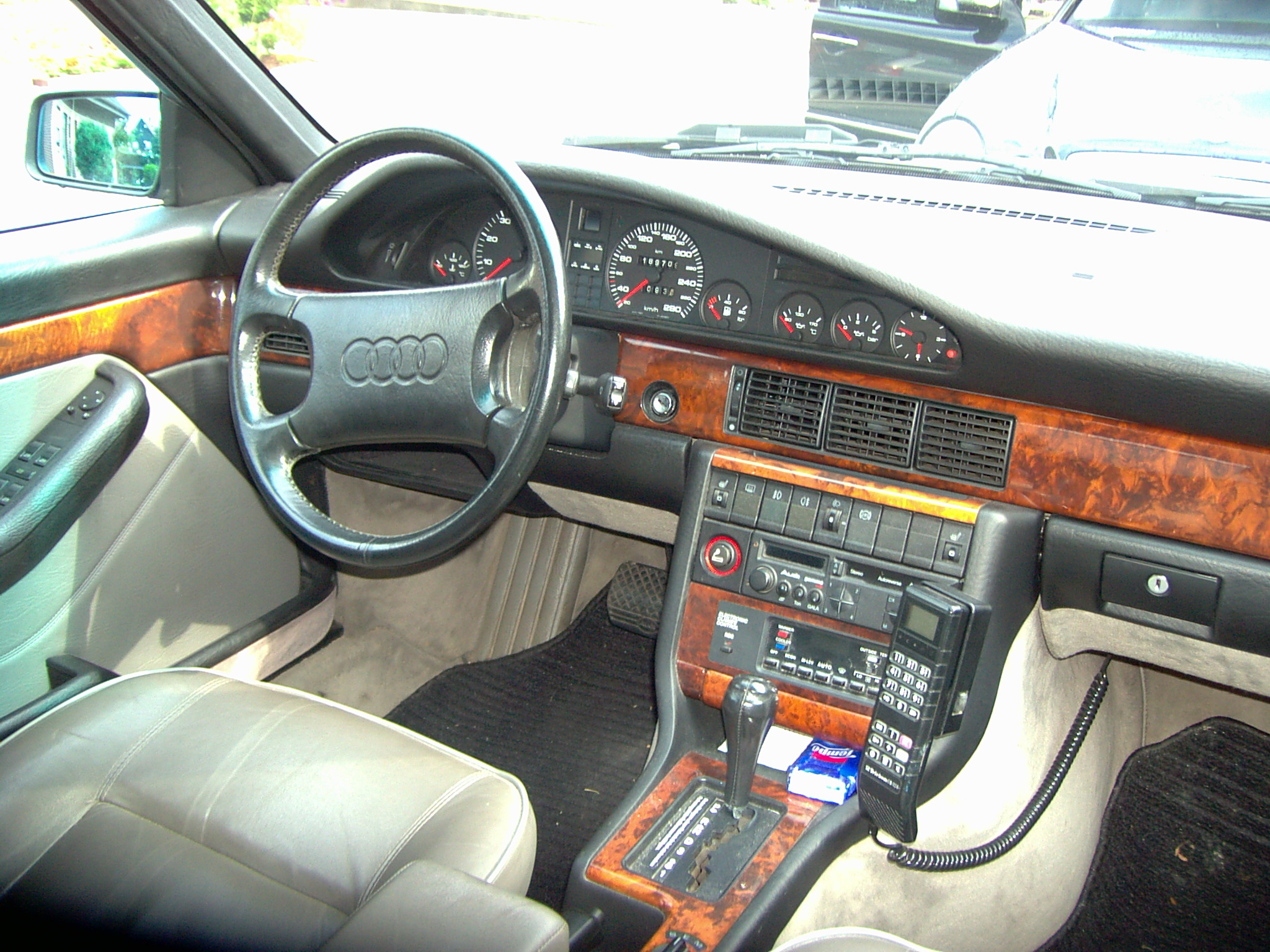
Audi V8-dashboard
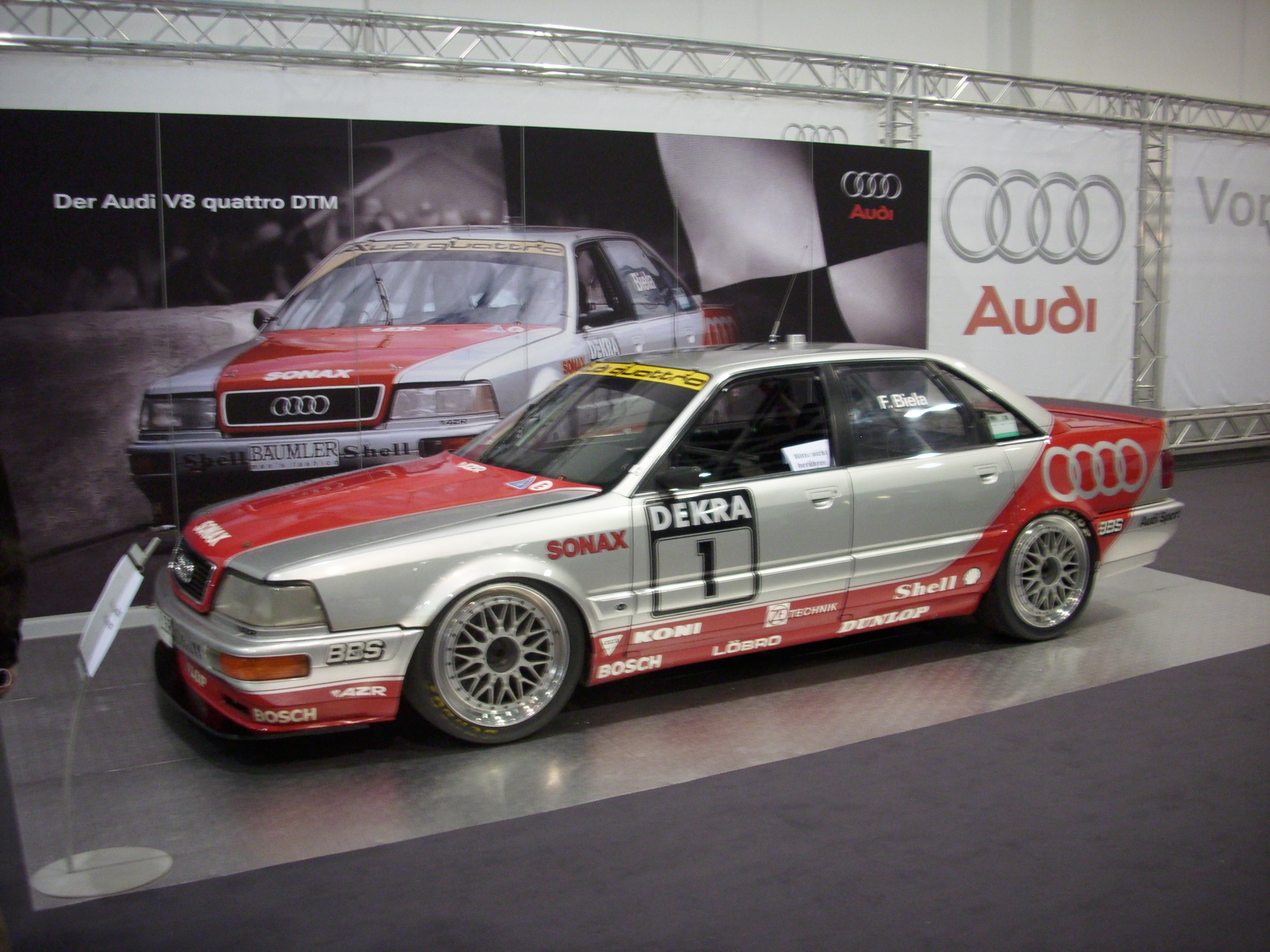
Audi V8 DTM Groep A-voorkant
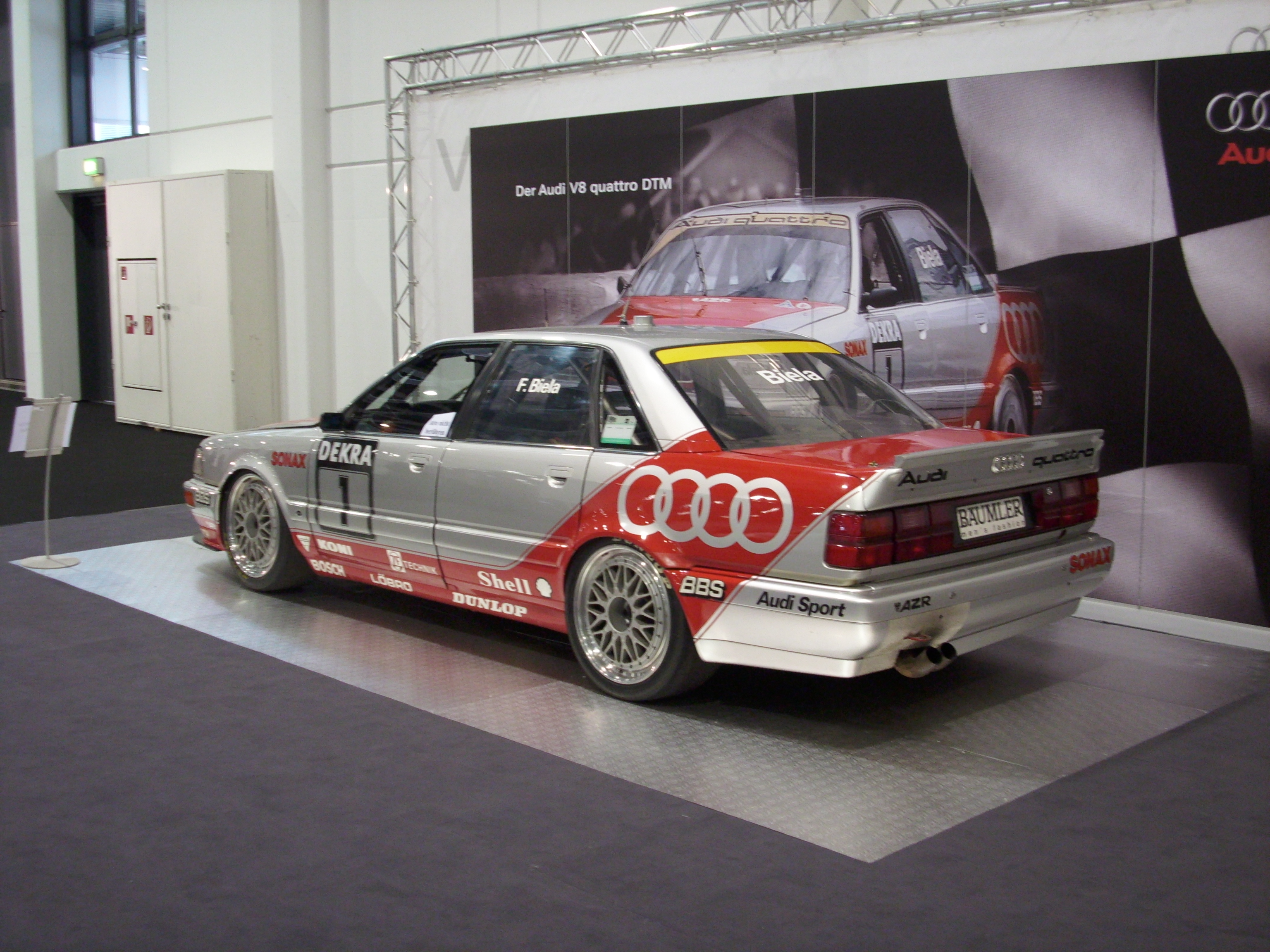
Audi V8 DTM Groep A-achterkant